# Paride Formentini
Paride Formentini (Cremona, 12 giugno 1899 – Lussemburgo, 22 giugno 1976) è stato un economista italiano.

## Biografia
Dottore commercialista, nel 1926 entrò nel Banco di Roma, nel 1932 diventò vicedirettore generale all'Istituto Mobiliare Italiano (IMI). Alla fine del 1933 passò alla Società Finanziaria Telefonica (STET) di cui diventò direttore finanziario.
Dal 1937 al '44 fu direttore generale della Finmare quindi, dopo la liberazione di Roma (4 giugno 1944), venne nominato commissario straordinario dell'IMI e del Consorzio per sovvenzioni su valori industriali (CSVI) dal secondo governo Bonomi.
Negli anni 1930 fu uno di quei dirigenti che, pur non essendo fascisti, collaborarono alla creazione dell'IRI. Tra gli altri Oscar Sinigaglia, Donato Menichella, Alberto Beneduce ed Enrico Cuccia.
L'8 giugno 1946, al momento della costituzione delle "Aerolinee Italiane Internazionali" (poi Alitalia), venne chiamato a far parte del primo consiglio di amministrazione.
Fu vicedirettore generale della Banca d'Italia dal 7 giugno 1947 al 17 settembre 1948. Dal 18 settembre 1948 al 10 giugno 1959 fu direttore generale dello stesso Istituto, svolgendo contemporaneamente il ruolo di v.presidente dell'Imi e dell'Ufficio Italiano Cambi. Si dimise dall'incarico in Bankitalia per diventare presidente della Banca europea degli investimenti, ruolo che mantenne fino al mese di settembre 1970. Egli ricoprì tale carica subentrando ad un altro italiano, Pietro Campilli. L'Italia è l'unico Paese dell'Unione Europea, insieme alla Germania, ad aver avuto due suoi connazionali alla guida della BEI (infatti a Campilli e Formentini sono poi subentrati un francese, un tedesco, un britannico, un belga e di nuovo un tedesco).